# Биг-Бэр-Сити (аэропорт)
Аэропорт Биг-Бэр-Сити (англ. Big Bear City Airport), (ИАТА: RBF, FAA LID: L35) — государственный гражданский аэропорт, расположенный в городе Биг-Бэр-Сити, округ Сан-Бернардино (Калифорния), США.

## Операционная деятельность

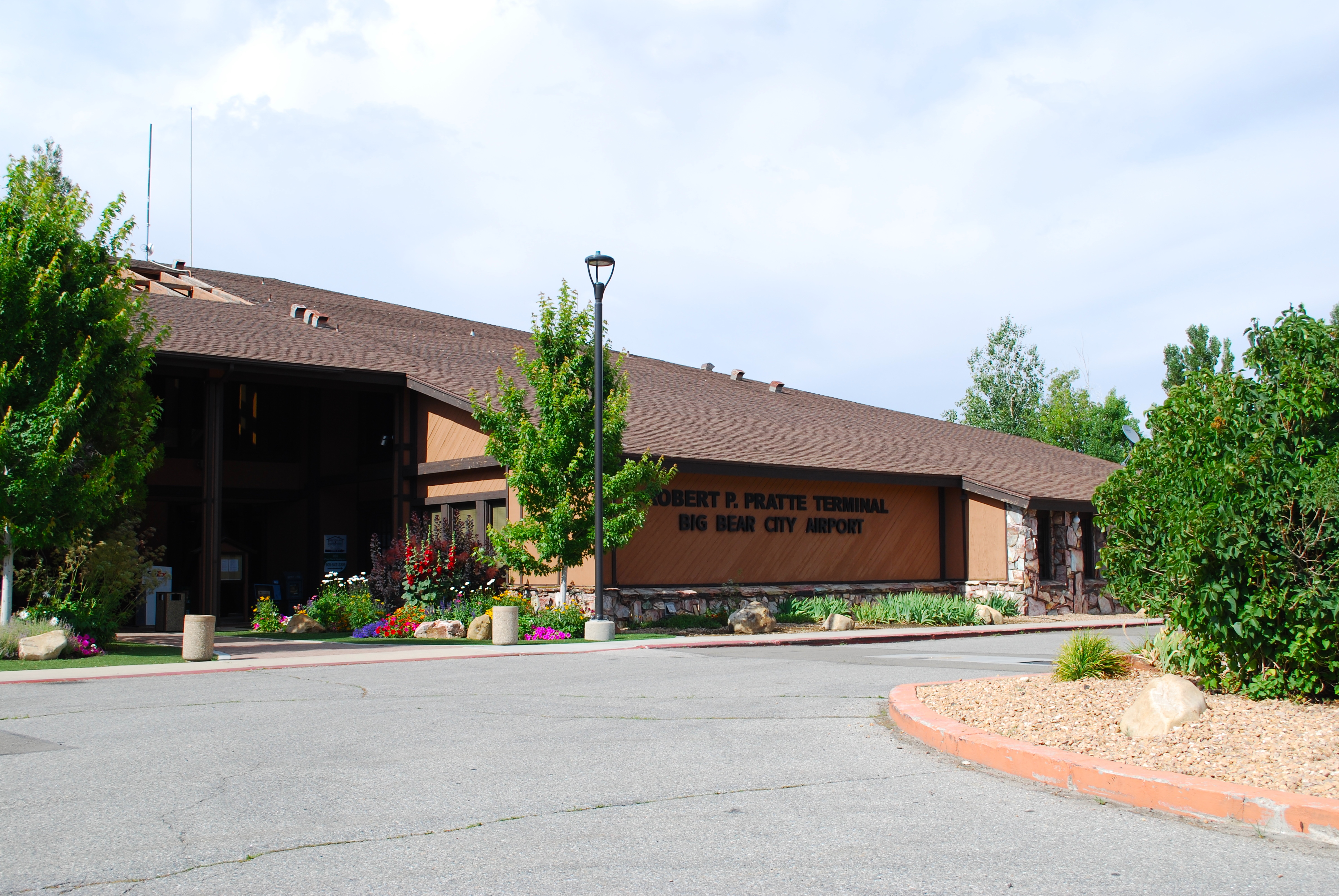
Здание аэропорта Биг-Беар-Сити

Аэропорт Биг-Бэр-Сити занимает площадь в 47 гектар, расположен на высоте 2 058 метров над уровнем моря и эксплуатирует одну взлётно-посадочную полосу:
- 8/26 размерами 1783 х 23 метров с асфальтовым покрытием.

В период с 31 декабря 2003 по 31 декабря 2004 года Аэропорт Биг-Бэр-Сити обслужил 30 000 операций по взлётам и посадкам воздушных судов (в среднем 82 операции ежедневно), из которых 93 % пришлось на авиацию общего назначения и 7 % — на рейсы военной авиации. В данный период в аэропорту базировалось 141 воздушное судно, из них 94 % — однодвигательные самолёты, 3 % — многодвигательные, 2 % — сверхлёгкие самолёты и 1 % — планеры.

## Авиапроисшествия и несчастные случаи
- 31 августа 1986 года. Самолёт DC-9-32 (регистрационный XA-JED) рейса 498 авиакомпании Aeromexico, следовавший из Международного аэропорта Мехико в Международный аэропорт Лос-Анджелес столкнулся в воздухе с частным самолётом Piper PA-28-181, следовавшим из Аэропорта Замперини-Филд в Аэропорт Биг-Бэр-Сити. Пилот Пайпера по ошибке вошёл в контрольную зону аэропорта Лос-Анджелес, возникла неразбериха в управлении воздушным движением. После столкновения оба самолёта рухнули вниз. DC-9 разбился в пригороде Биг-Бэр-Сити, разрушив одиннадцать домов и повредив семь других. Пайпер упал на свободное к тому моменту поле для гольфа. В результате катастрофы погибло 64 человека на Дугласе, трое на Пайпере и 15 человек на земле. Главными причинами авиакатастрофы названы недостатки диспетчерского обеспечения радарных станций и ошибки в процедурах взлётов и посадок воздушных судов.[2]